# 張弘志
張弘志（1602年—1643年），字狷小，號夢蔡，河南開封府项城县人，明朝政治人物。

## 生平
二十三年岁中式天啓四年（1624年）甲子科河南鄉試第十一名舉人，崇禎十年（1637年），登丁丑科會試第一百八十九名，廷試三甲第一百九十五名进士。出于素修马世奇之门。工部观政，十一年授广平知县，奉旨纪录四次。十四年升刑部陕西司主事，十五年升本司郎中，升常州知府，十六年卒于任。

## 家族
曾祖张承赐，祖张嘉立，父张允信。